# Teatrul de stat din Linz

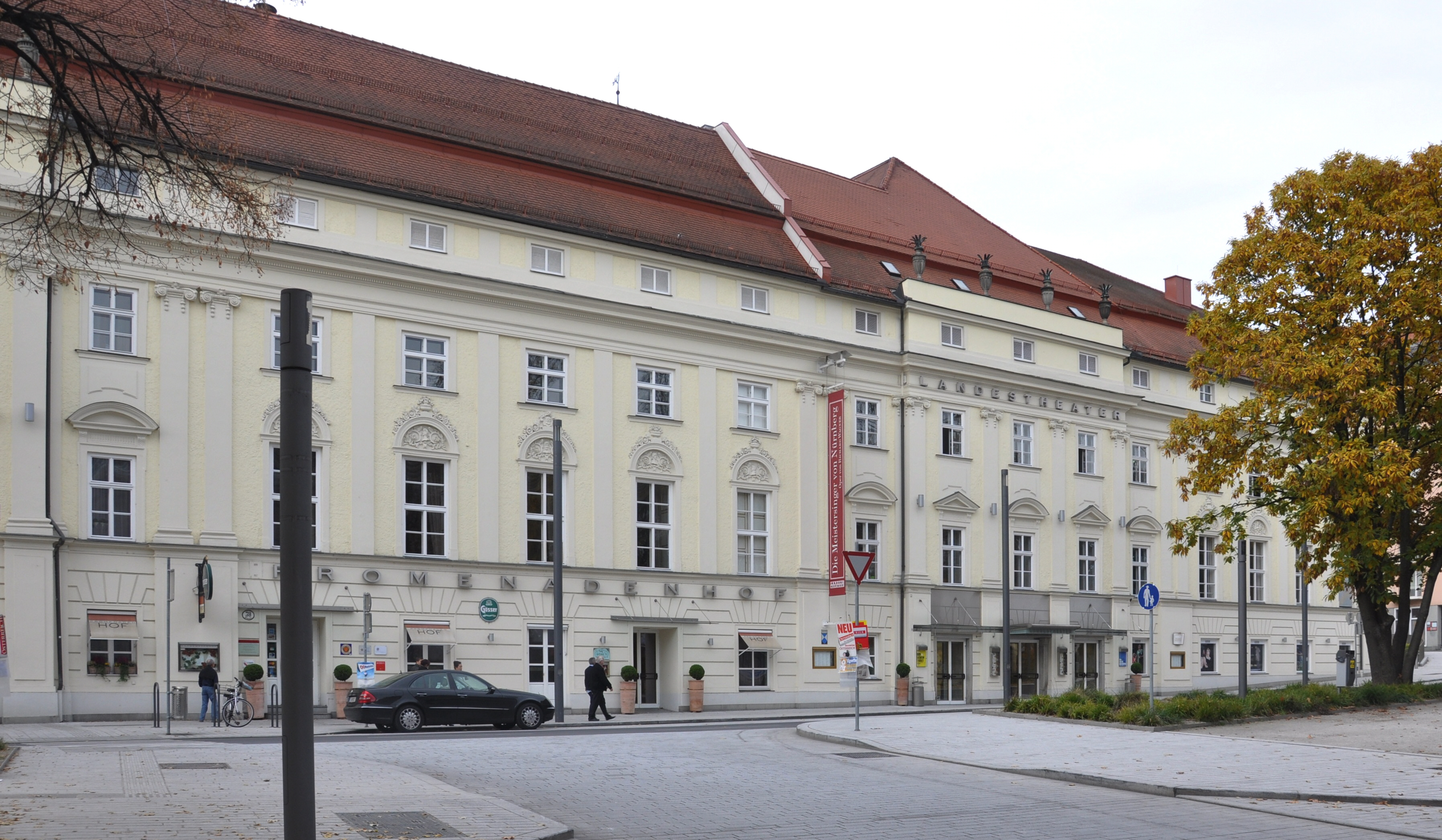
Teatrul de stat din Linz

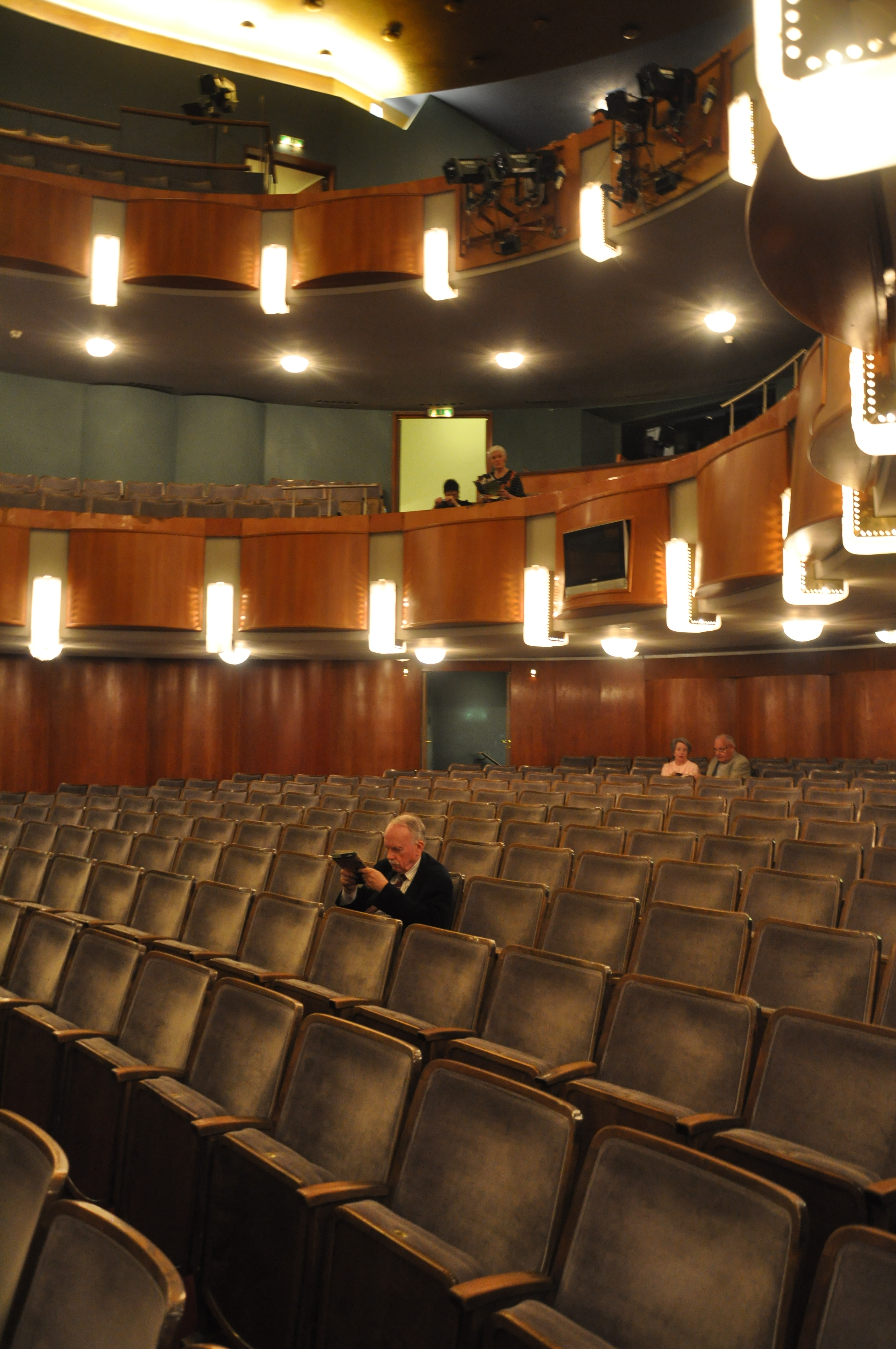
Teatrul de stat din Linz, Auditorium

Teatrul de stat din Linz (în germană Linzer Landestheater) este cel mai mare teatru din Austria Superioară. El are mai multe săli de spectacole: Schauspielhaus (fosta Casa Mare) și Kammerspiele pe Promenade, Musiktheater în Grădina Populară și u\hof: în OÖ Kulturquartier.

## Istoric
Trupele de teatru itinerant țineau reprezentații în secolul al XVIII-lea în clădirea școlii de echitație și în sala de bal de pe bulevardul Promenade din Linz. Fondatorul real al teatrului a fost Johann Franz Achaz von Stiebar. Clădirea depozitului de pe Promenade 39 a fost folosită ca sală temporară de teatru din 1752 până în 1786. În 1788 Redoutensaal a fost transformată în sală de teatru.
În anii 1788 la 1803 a fost construit Landständische Theater Linzer pe locul Redoutensaal de la poalele dealului Schlossberg și fațada întregii clădiri a fost renovată în stilul Empire. Împăratul Francisc a aprobat planul pentru un nou teatru, iar în 1803 nou-construitul Landständische Theater a fost deschis publicului.
Teatrul a fost operat până în 1848 de către Landstand-ul din Linz. Deja în anul 1824 teatrul traversa o perioadă înfloritoare, deși fiecare piesă trebuia aprobată de cenzură înainte de a fi reprezentată pe scenă.  Odată cu Revoluția de la 1848 a fost desființată cenzura și împăratul Ferdinand a promis libertatea completă a artei. În anii următori programul a conținut nu numai opere și piese de teatru, ci și spectacole artistice moderne, care au făcut ca spectacolele de muzică clasică să nu mai aibă un rol principal.
În anii 1920 Opera a devenit tot mai populară și a avut parte de audiențe în creștere. Primul spectacol de operă a fost reprezentat aici în 1923 și era o piesă muzicală a lui Bertolt Brecht. În anii 1930 și 1940 criza economică a lovit puternic în clasa de mijloc, iar audiența teatrului a scăzut; în plus, persoanele mai tinere preferau să frecventeze cinematografele. Administrația orașului Linz și a landului Austria Superioară a început din nou, în anii 1950, să sponsorizeze activitățile teatrale. 
Între anii 1956 și 1958 a fost construită, după planurile arhitectului Clemens Holzmeister, sala Kammerspiele cu 421 de locuri și în 1957 a fost reconstruită Casa Mare cu 756 de locuri. În 1973 a fost amenajată sala Theaterkeller u\hof, astăzi u\hof: Theater für junges Publikum, cu peste 100 de locuri, iar în 1998 sala Eisenstand cu un maxim de 170 de locuri.

## Spectacole în premieră (selecție)
- 1942 - Heimkehr nach Mittenwald, operetă de Ludwig Schmidseder
- 1944 - Linzer Torte, operetă de Ludwig Schmidseder
- 1951 - G’schichten aus dem Salzkammergut, operetă de August Pepöck
- 1952 - Mädel aus der Wachau, operetă de Ludwig Schmidseder
- 1964 - Roulette der Herzen, operetă de Igo Hofstetter
- 1968 - Alles spricht von Charpillon, operetă de Igo Hofstetter
- 1989 - Die goldenen Zwanziger, muzical de Fridolin Dallinger[2]
- 2009 - Kepler, operă de Philip Glass
- 2013 - Spuren der Verirrten, operă de Philip Glass
- 2016 - Terra Nova oder das weiße Leben, operă de Moritz Eggert

## Directori
- Joseph Kotzian (1875-1881)
- Julius Laska (1884-1891)
- Alfred Cavar (1897-1903)
- Hans Claar (1906-1918)
- Ignaz Brantner (1932-1945 și 1948-1953)
- Oskar Walleck (1953-1956)
- Fred Schroer (1956-1964)
- Kurt Wöss, Alfred Stögmüller și Adolf Holschan (1964-1969)
- Alfred Stögmüller (1969-1986)
- Roman Zeilinger (1986-1998)
- Michael Klügl (1998-2006)
- Rainer Mennicken (2006-2016)
- Hermann Schneider (începând din 2016)[3]